# Macropis ussuriana
Macropis ussuriana är en biart som först beskrevs av Popov 1936.  Macropis ussuriana ingår i släktet lysingbin, och familjen sommarbin. Inga underarter finns listade i Catalogue of Life.